# سوزان فارل

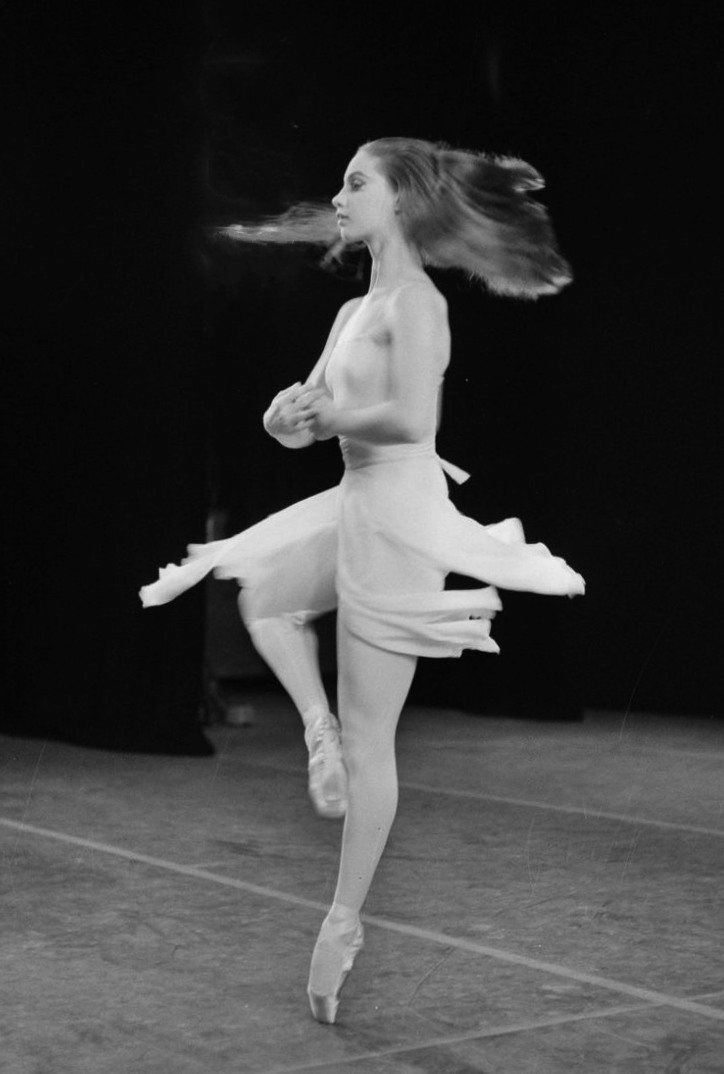
سوزان فارل در سال ۱۹۶۵

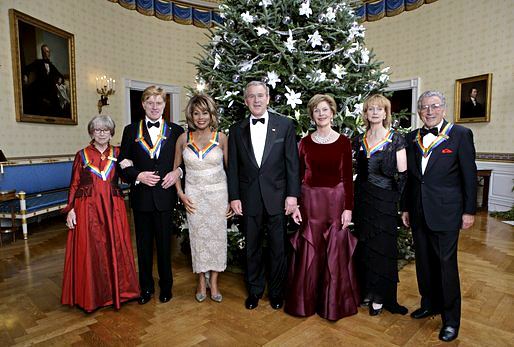
عکس افتخاری جرج دابلیو بوش و لورا بوش با برندگان جایزه مرکز کندی، از چپ به راست، جولی هریس، رابرت ردفورد، تینا ترنر، سوزان فارل و تونی بنت در ۴ دسامبر ۲۰۰۵ میلادی، در اتاق آبی در کاخ سفید.

سوزان فارل (انگلیسی: Suzanne Farrell؛ زادهٔ ۱۶ اوت ۱۹۴۵) یک بالرین و مربی رقص باله اهل ایالات متحده آمریکا است. وی بین سال‌های ۱۹۶۰ تا ۱۹۸۹ میلادی فعالیت می‌کرد.
وی رقص باله را از سن ۸ سالگی آغاز کرد و دانش‌آموختهٔ این رشته از مدرسهٔ عالی باله آمریکاست. وی از سال ۲۰۰۰ میلادی، استاد رشتهٔ رقص در دانشگاه ایالتی فلوریدا است.
از نقش‌های مشهور او، نقش «دولسینیا» در باله دن کیشوت (بر پایهٔ رمان دن کیشوت اثر میگل د سروانتس) است که برای نخستین بار در مه ۱۹۶۵ میلادی به روی صحنه رفت.
وی پایه‌گذار «مرکز بالهٔ سوزان فارل» در مرکز هنرهای نمایشی جان اف کندی است و تاکنون بابت مشارکت‌های هنری و حرفه‌اش، برندهٔ جوایز گوناگونی همچون نشان ملی هنر، نشان افتخار آزادی رئیس‌جمهوری و جایزه مرکز کندی شده‌است. او در سال ۱۹۸۷ جایزه لوح طلایی آکادمی دستاوردهای برجسته آمریکا را در مراسمی در اسکاتس‌دیل دریافت کرد. او همچنین در سال ۲۰۱۶ به عضویت انجمن فیلسوفان آمریکا انتخاب شد.